# Hyltebruks pastorat
Hyltebruks pastorat är ett pastorat i Östbo-Västbo kontrakt i Växjö stift i Hylte kommun i Hallands län. 
Pastoratet bildades 2014 genom sammanläggning av pastoraten:
- Färgaryds pastorat
- Långaryds pastorat

Pastoratet består av följande församlingar:
- Färgaryds församling
- Långaryds församling
- Unnaryds församling
- Femsjö församling

Pastoratskod är 060909